# Ruff Draft
Ruff Draft es el tercer extended play del productor y rapero estadounidense de hip hop J Dilla, publicado bajo el seudónimo de Jay Dee. Fue lanzado originalmente en febrero de 2003 como un EP, por su sello recién fundado, Mummy Records, y distribuido por Groove Attack, un sello discográfico alemán. 

## Recepción de la crítica
Jackie Im, crítico de Treble, comentó: “Ruff Draft es excepcional en comparación con la muestra de hip-hop mediocre y reciclada que plaga gran parte del género, pero en comparación con el propio catálogo de J Dilla, palidece frente a Donuts o Champion Sound”. El crítico de Albumism, Ben Pedroche, describió Ruff Draft como ”uno de los trabajos más interesantes en la discografía de J Dilla”.

## Rendimiento comercial
En marzo de 2007, Ruff Draft fue ampliado, remasterizado y relanzado póstumamente como un “álbum en solitario” por Stones Throw Records. El relanzamiento vendió 8.049 copias en su primera semana, las mayores ventas de la primera semana de J Dilla como solista. En los Estados Unidos, Ruff Draft debutó en el puesto número 112 durante la semana del 7 de abril de 2007. El álbum también debutó en el número 44 en la lista Top R&B/Hip-Hop Albums el 7 de abril de 2007.

## Lista de canciones
Todas las canciones escritas y compuestas por Jay Dee.
1. «Intro» – 0:18
2. «Let's Take It Back» – 2:11
3. «Reckless Driving» – 2:42
4. «Nothing Like This» – 2:34
5. «The $» – 2:44
6. «Interlude» – 0:50
7. «Make'em NV» – 2:26
8. «Interlude» – 0:46
9. «Crushin' (Yeeeeaah!)» – 3:44
10. «Shouts» – 0:52

## Posicionamiento
| Gráfica (2007)                                    | Pico de posición |
| ------------------------------------------------- | ---------------- |
| Estados Unidos (Billboard 200)                    | 112              |
| Estados Unidos (Billboard Independent Albums)     | 9                |
| Estados Unidos (Billboard Top Rap Albums)         | 23               |
| Estados Unidos (Billboard Top R&B/Hip-Hop Albums) | 44               |
| Estados Unidos (Billboard Tastemaker Albums)      | 12               |